# Sohujînți, Izeaslav
Sohujînți (în ucraineană Сохужинці) este un sat în comuna Ternavka din raionul Izeaslav, regiunea Hmelnîțkîi, Ucraina.

## Demografie
Componența lingvistică a localității Sohujînți
     Ucraineană (99,72%)
     Alte limbi (0,28%)
Conform recensământului din 2001, majoritatea populației localității Sohujînți era vorbitoare de ucraineană (99,72%), existând în minoritate și vorbitori de alte limbi.